# Баграмабад (Марказі)
Баграмабад (перс. بهرام اباد) — село в Ірані, у дегестані Гендудур, у бахші Сарбанд, шагрестані Шазанд остану Марказі. За даними перепису 2006 року, його населення становило 51 особу, що проживали у складі 9 сімей.

## Клімат
Середня річна температура становить 11,43 °C, середня максимальна – 31,14 °C, а середня мінімальна – -11,69 °C. Середня річна кількість опадів – 286 мм.
| Клімат поселення                              | Клімат поселення | Клімат поселення | Клімат поселення | Клімат поселення | Клімат поселення | Клімат поселення | Клімат поселення | Клімат поселення | Клімат поселення | Клімат поселення | Клімат поселення | Клімат поселення | Клімат поселення |
| Показник                                      | Січ.             | Лют.             | Бер.             | Квіт.            | Трав.            | Черв.            | Лип.             | Серп.            | Вер.             | Жовт.            | Лист.            | Груд.            |                  |
| Середній максимум, °C                         | 5,64             | 7,76             | 12,43            | 18,76            | 23,95            | 29,18            | 31,14            | 31,07            | 26,14            | 20,08            | 12,74            | 7,10             |                  |
| Середня температура, °C                       | −3,02            | −0,91            | 3,77             | 10,09            | 15,29            | 20,50            | 25,00            | 24,92            | 20,01            | 13,94            | 6,59             | 0,97             |                  |
| Середній мінімум, °C                          | −11,69           | −9,57            | −4,9             | 1,42             | 6,62             | 11,84            | 18,84            | 18,80            | 13,86            | 7,78             | 0,44             | −5,17            |                  |
| Норма опадів, мм                              | 46               | 41               | 52               | 37               | 29               | 5                | 1                | 1                | 0                | 6                | 27               | 41               |                  |
| Середньомісячна швидкість вітру, м/с          | 1.44             | 2.29             | 2.71             | 3.05             | 2.56             | 2.46             | 2.46             | 2.24             | 2.23             | 1.89             | 1.76             | 1.26             |                  |
| Середньомісячна сонячна радіація, кДж/м²·день | 9506             | 12668            | 15302            | 18485            | 22542            | 27024            | 25936            | 24346            | 21487            | 16161            | 11318            | 9277             |                  |
| --------------------------------------------- | ---------------- | ---------------- | ---------------- | ---------------- | ---------------- | ---------------- | ---------------- | ---------------- | ---------------- | ---------------- | ---------------- | ---------------- | ---------------- |
| Джерело:                                      |                  |                  |                  |                  |                  |                  |                  |                  |                  |                  |                  |                  |                  |